# Martinskirche (Neckarelz)

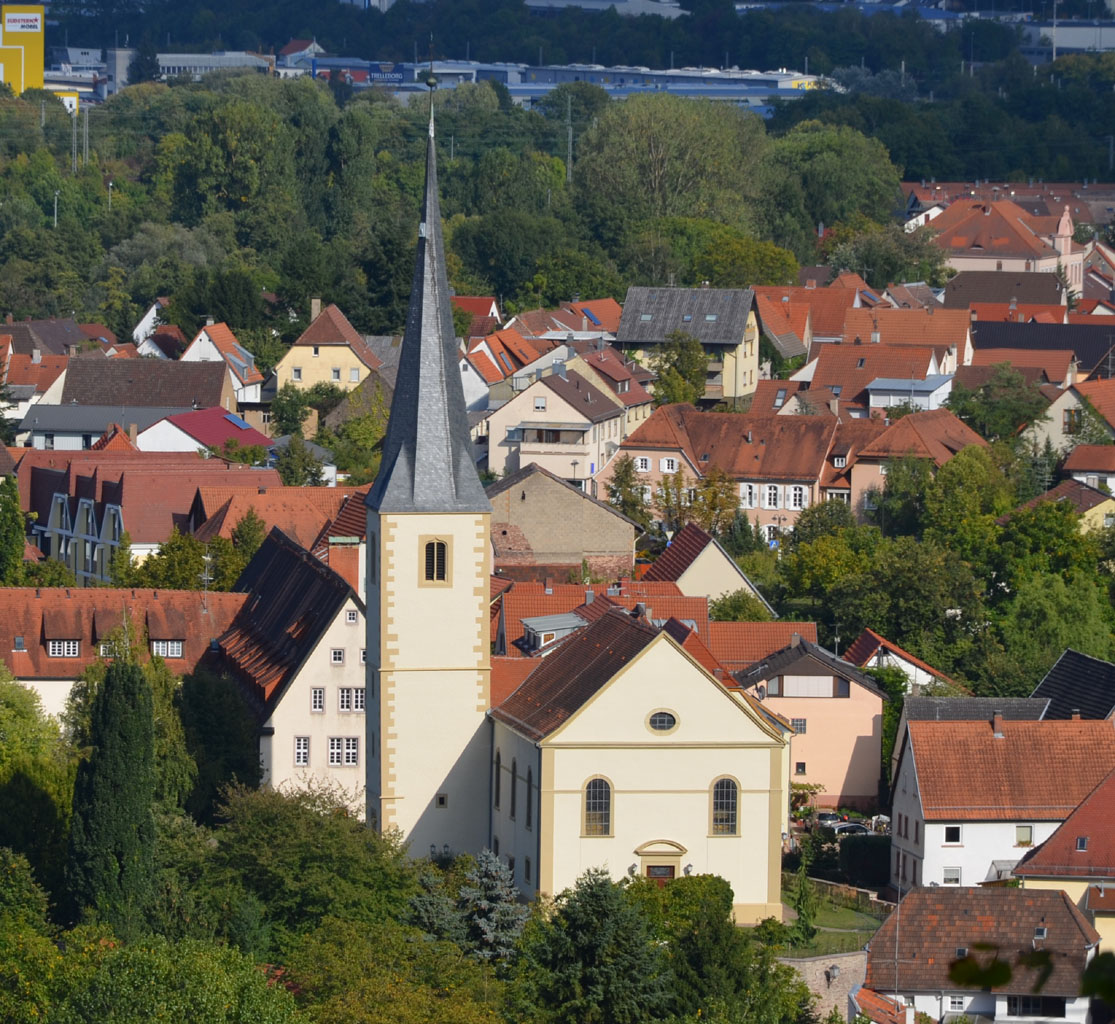
Martinskirche in Neckarelz

Die evangelische Martinskirche steht in Neckarelz, einem Stadtteil der Großen Kreisstadt Mosbach im Neckar-Odenwald-Kreis in Baden-Württemberg. Das Bauwerk ist beim Landesamt für Denkmalpflege Baden-Württemberg als Kulturdenkmal eingetragen. Die Kirchengemeinde gehört zum Kirchenbezirk Mosbach der Evangelischen Landeskirche in Baden.

## Beschreibung
Das Langhaus mit drei Achsen wurde 1772 an die Südwand des spätgotischen Kirchturms nach Westen angebaut. In seinem Erdgeschoss befindet sich die Sakristei, in seinem obersten Geschoss der Glockenstuhl mit drei Kirchenglocken. Darauf sitzt ein spitzer Helm. 
Der Innenraum war als Querkirche gestaltet, der Altar und die um 1770 gebaute Kanzel befanden sich an der Nordseite. Beim Umbau 1929/30 wurde der Innenraum der Saalkirche geostet.